# إبراهيم البري
إبراهيم بن عبدالقادر بن عمر البري الهاشمي المدني هو أديب وفقيه حنفي من أعلام علماء الحجاز ورجالات التعليم في القرن الرابع عشر الهجري. كان مرجعاً للفتوى في العهد العثماني وقاضي العهود الثلاث بالمدينة المنورة في العهد العثماني وعهد الأشراف وشيء من العهد السعودي من سنة 1344 هـ إلى سنة 1346 هـ. ثم استقال من القضاء واقتصر على الإفتاء ولم ينقطع عن التدريس بالحرم النبوي، وهو من أحفاد عبد البر بن القاضي شهاب الدين أحمد بن عفيف الدين عبيدالله المالكي الهاشمي القرشي من ذرية محمد بن الحنفية بن علي بن أبي طالب.

## نشأته
ولد بالمدينة سنة 1281هـ، الموافق 1864م. حفظ القرآن الكريم وكثيرا من المتون لا سيما كنز الدقائق ومجموعة لا بأس بها من الأحاديث النبوية الصحيحة.

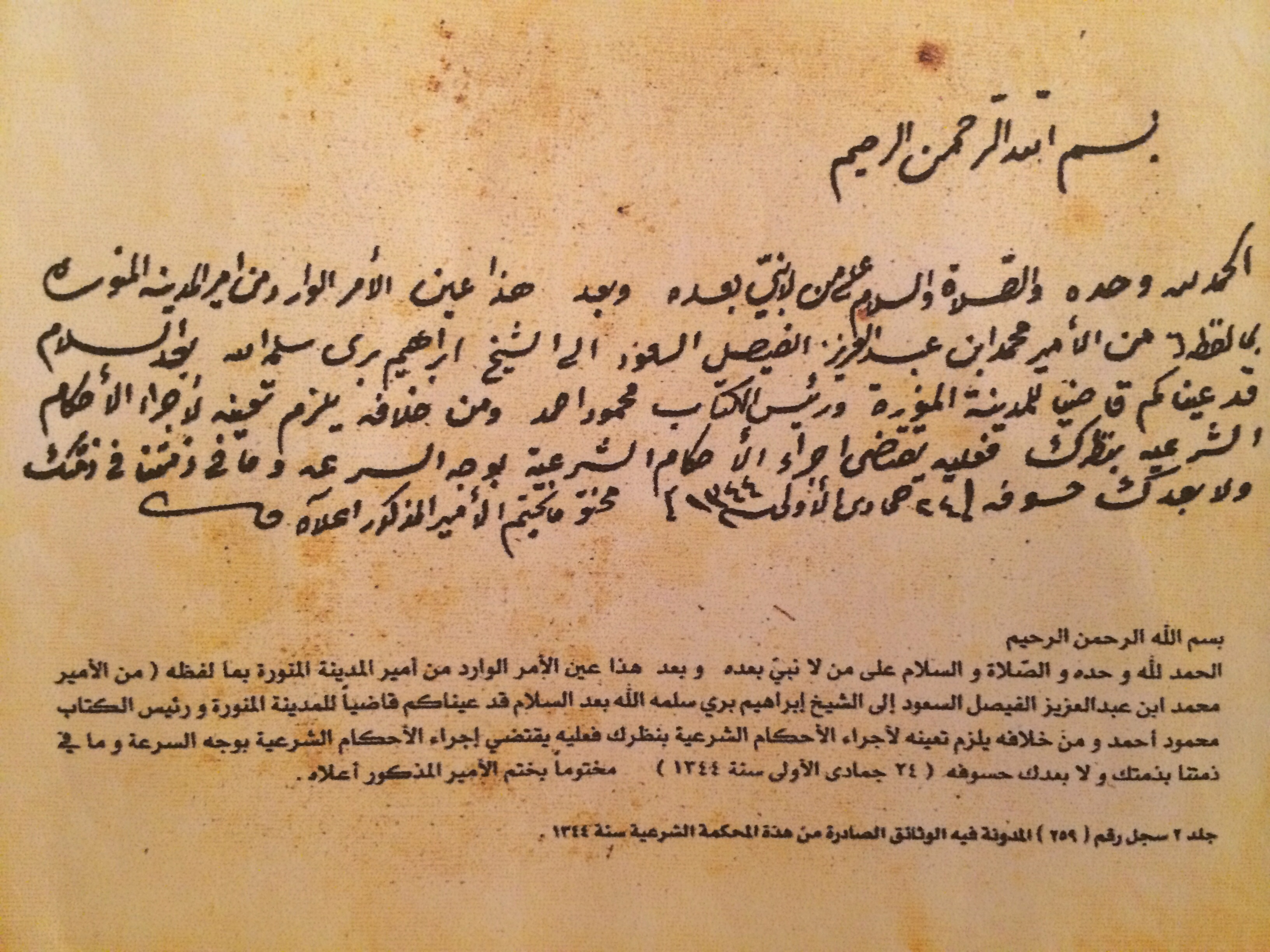

## تعليمه
درس العلم على والده والشيخ حماد وعلى الشيخ إبراهيم الاسكوبي ودرس علوم البلاغة والرياضة وأصول الفقه والمنطق على الشيخ حبيب الرحمن والشيخ عبد القادر الطرابلسي. كان يجيد اللغة التركية ويتكلم الفارسية.

## تدريسه بالحرم النبوي وتلاميذه
كان يمتاز في تدريسه للعلوم الدينية والعربية يتناول الموضوعات عن أصولها ويبعد عن الحواشي ويفهم عنه أقل الطلاب إدراكا. وذلك لحسن تقريره وجودة تصرفه في إلقاء المسائل على تلاميذه ومن تلاميذه:
- الشيخ أحمد البساطي.
- الشيخ أحمد كماخي.
- الشيخ زكي البرزنجي.
- الشيخ امين الانصاري.
- الشيخ عمر شقلبها.
- أبناء الشيخ عمر وأحمد البري.
- اخوه الشيخ عبد العزيز البري.
- القاضي عبد القادر بن أحمد بن أحمد الجزائري.
- الشيخ إدريس الجعيدي السلوي.
- الشيخ عبد الرحمن بن يوسف الأفريقي.
- الشيخ أمين بن عبد الله مدني.
- علي حافظ.
- عثمان حافظ.
- الشيخ حمزة بن محمد بن أحمد بن خليل.

## رحلاته وحملة ترعة السويس الأولى
حج 38 حجة وله رحلات إلى الشام والأناضول والمغرب ونجد.
- سفر برلك:

في أوائل عام 1334هـ طلب فخري باشا محافظ المدينة المنورة من الشيخ عبدالقادر بن عمر البري (والد إبراهيم) أن يغادر المدينة هو وأسرته المكونة من ابنيه إبراهيم وزوجته وأبنائه وأحفاده عبد العزيز الذي لم يكن تزوج بعد. ثم ثارت الحرب العالمية الأولى وكان إبعاد آل الشيخ عبد القادر البري إلى سوريا ومنها إلى الاناضول بتركيا حيث استقر قرارهم في بلدة اسمها الوشاق تابعة لولاية ازمير وعاشت ما يقارب عامين يعيشون على ما كانت الدولة تصرفه لهم من أرزاق ومرتبات ضئيلة. وفي شعبان 1336هـ الموافق 1918م سمحت الحكومة التركية لهؤلاء المبعدين بالعودة إلى سوريا بعدما تيقنوا أن الحرب في غير صالحهم. فرحلت أسرة الشيخ البري إلى قونية. وبعد قضاء شهر رمضان عادوا بالقطار إلى أضنة إلى حلب فدمشق. واستقر قرارهم في دمشق إلى أن عاد أهل المدينة إلى بلدتهم في عام 1337هـ 1919م. وبدمشق في أسبوع واحد توفى الشيخ عبد القادر البري وزوجة الشيخ عمر بن إبراهيم البري وهي بنت الشيخ صالح فضائلي وابنهما الصغير عبد القادر.

## مناصبه ومشاركاته السياسية والاجتماعية
- العهد العثماني:
  - رئيس كتاب المحكمة الشرعية.
  - عضو مجلس التعزيزات.
  - مفتي المذهب الحنفي.
  - قاضي المدينة.
  - مدرس بالمسجد النبوي.

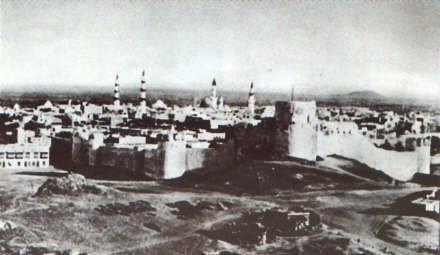
المدينة المنورة في أواخر العهد العثماني سنة 1307هـ/1890م.

  - في 1332هـ كلفه بصري باشا حاكم المدينة الإداري بالسفر إلى حائل ليستميل ابن الرشيد ضد ثورة الحسين بن على.
- عهد حسين بن علي:
  - مفتي المذهب الحنفي.
  - قاضي المدينة.
  - مدرس بالمسجد النبوي.
  - أحد الأعيان الستة (القاضي إبراهيم البري والشيخ عبد الجليل مدني والشيخ محمد حسن السمان والشيخ سعود دشيشة والشيخ عباس حمزة قمقمجي والشيخ إبراهيم هاشم) الذين انتدبوا من قبل شحات بن علي قائم مقام المدينة المنورة في ولاية حسين بن علي على المدينة. في المفاوضات مع فيصل الدويش في حصاره على المدينة. فخشوا من التسليم له وأرسلوا إلى عبد العزيز آل سعود ليبعث لهم أحداً يسلمون له المدينة فبعث إليهم محمد بن عبدالعزيز آل سعود فدخلها ورجع فيصل الدويش.
- عهد الملك عبد العزيز:
  - مفتي المذهب الحنفي.
  - قاضي المدينة.
  - عضو مجلس الإدارة الاستشاري 1344هـ.
  - انتخب عضوا للمؤتمر الإسلامي.
  - مدرس بالمسجد النبوي.
- كان واسطة خير يتصدى لحل المشاكل التي تقع بين أسر المدينة خصوصا عندما كان في المحكمة الشرعية.

## وفاته
توفي عن عمر قارب 73 عاما عام 1354هـ ودفن في البقيع.